# Dulcești (gmina)
Dulcești – gmina w Rumunii, w okręgu Neamț. Obejmuje miejscowości Brițcani, Cârlig, Corhana, Dulcești, Poiana i Roșiori. W 2011 roku liczyła 2293 mieszkańców.